# DDR-Eishockeymeisterschaft 1989/90
Die DDR-Eishockey-Meisterschaft 1989/90 erlebte eine Neuerung in der Oberliga. Aufgrund der schnellen Meisterschaftsentscheidung in der Vorsaison – die SG Dynamo Weißwasser machte in den ersten sechs Spielen bereits den Titelgewinn perfekt – wurde vom Verband beschlossen, dass anstatt wie bisher zwei künftig drei Serien mit je fünf Partien im „Best-of-Five“-Prinzip gewonnen werden müssen. Am neuen Meister Weißwasser änderte sich nichts, doch konnten die Lausitzer diesmal erst im vierten Durchgang über den Erzrivalen vom SC Dynamo aus Berlin triumphieren. Mit diesem Sieg war Weißwasser gleichzeitig der letzte DDR-Meister. Im Zuge der anschließenden deutschen Wiedervereinigung erfuhr das DDR-Eishockey seine Eingliederung in die gesamtdeutsche Sportlandschaft, die beiden bisherigen Oberligisten wurden – als PEV Weißwasser sowie EHC Dynamo Berlin – für die nächste Saison in die Bundesliga übernommen.
Die letzte Austragung der DDR-Bestenermittlung wurde standesgemäß vom Rekordsieger SG Dynamo Fritz Lesch Berlin gewonnen. Mit der Einstellung des Spielbetriebs ab kommende Saison begannen die bisherigen Teilnehmer zum Teil einen Neuanfang auf gesamtdeutscher Amateurebene.

## Meistermannschaft
| SG Dynamo Weißwasser | Tor: Thomas Bresagk, Ingolf Spantig, Andre Engmann Verteidiger: Gert Vogel, Frank Liebert, Frank Peschke, Torsten Hanusch, Jochen Hördler, Olf Engelmann, Tom Göbel, Jens Feller, Michael Bresagk Stürmer: Harald Bölke, Henry Domke, Jörg Handrick, Steffen Thau, Ron Noack, Falk Ozellis, Mike Bader, Bert Mühle, Ulf Schur, Torsten Eisebitt, Hubert Hahn, Andreas Gebauer, Andreas Ludwig, Ralf Hantschke Trainer: Roland Herzig, Rolf Bielas, Heinz Kuczera Schwerpunktleiter: Rüdiger Noack, Mannschaftsarzt: Dr. Langer, Masseur: Dieter Greiner |

## Oberliga
| Pl. | Verein               | Serien gew. (Best of Five) | Siege0:0Niederlagen |
| --- | -------------------- | -------------------------- | ------------------- |
| 1.  | SG Dynamo Weißwasser | 3                          | 30:0–030:0–030:0    |
| 2.  | SC Dynamo Berlin (M) | 1                          | 30:0                |

| (M) | Titelverteidiger |

| Spielansetzungen     | Spielansetzungen     | Spielansetzungen     | Spielansetzungen     | Spielansetzungen     | Zwischenstände | Zwischenstände | Zwischenstände |
| Spiel                | Heimteam             | Gästeteam            | Ergebnis             |                      | Siege          | Siege          | Siege          |
| Spiel                | Heimteam             | Gästeteam            | Ergebnis             | Weißwasser           |                | Berlin         |                |
| 1                    | SG Dynamo Weißwasser | SC Dynamo Berlin     | 40:02                |                      | 010            | :              | 0              |
| 2                    | SC Dynamo Berlin     | SG Dynamo Weißwasser | 040:05 n. V.         |                      | 020            | :              | 0              |
| 3                    | SG Dynamo Weißwasser | SC Dynamo Berlin     | 030:02 n. V.         |                      | 030            | :              | 0              |
| Stand nach 1. Serie: | Stand nach 1. Serie: | Stand nach 1. Serie: | Stand nach 1. Serie: | Stand nach 1. Serie: | 010            | :              | 0              |
| 1                    | SC Dynamo Berlin     | SG Dynamo Weißwasser | 30:04                |                      | 010            | :              | 0              |
| 2                    | SG Dynamo Weißwasser | SC Dynamo Berlin     | 30:02                |                      | 020            | :              | 0              |
| 3                    | SC Dynamo Berlin     | SG Dynamo Weißwasser | 20:06                |                      | 030            | :              | 0              |
| Stand nach 2. Serie: | Stand nach 2. Serie: | Stand nach 2. Serie: | Stand nach 2. Serie: | Stand nach 2. Serie: | 020            | :              | 0              |
| 1                    | SG Dynamo Weißwasser | SC Dynamo Berlin     | 20:03                |                      | 0              | :              | 010            |
| 2                    | SC Dynamo Berlin     | SG Dynamo Weißwasser | 60:02                |                      | 0              | :              | 020            |
| 3                    | SG Dynamo Weißwasser | SC Dynamo Berlin     | 30:04                |                      | 0              | :              | 030            |
| Stand nach 3. Serie: | Stand nach 3. Serie: | Stand nach 3. Serie: | Stand nach 3. Serie: | Stand nach 3. Serie: | 020            | :              | 010            |
| 1                    | SC Dynamo Berlin     | SG Dynamo Weißwasser | 50:10                |                      | 010            | :              | 0              |
| 2                    | SG Dynamo Weißwasser | SC Dynamo Berlin     | 70:05                |                      | 020            | :              | 0              |
| 3                    | SC Dynamo Berlin     | SG Dynamo Weißwasser | 30:05                |                      | 030            | :              | 0              |
| Stand nach 4. Serie: | Stand nach 4. Serie: | Stand nach 4. Serie: | Stand nach 4. Serie: | Stand nach 4. Serie: | 030            | :              | 010            |

### Top-Scorer
| Spieler        | Mannschaft           | Tore | Assists | Punkte |
| -------------- | -------------------- | ---- | ------- | ------ |
| Ralf Hantschke | SG Dynamo Weißwasser | 11   | 11      | 22     |
| Hubert Hahn    | SG Dynamo Weißwasser | 10   | 5       | 15     |
| Harald Kuhnke  | SC Dynamo Berlin     | 7    | 6       | 13     |
| Detlef Radant  | SC Dynamo Berlin     | 6    | 6       | 12     |
| Jan Schertz    | SC Dynamo Berlin     | 6    | 4       | 10     |
| Henry Domke    | SG Dynamo Weißwasser | 5    | 5       | 10     |

## DDR-Bestenermittlung
Die A-Gruppe der Bestenermittlung wurde im März 1990 in Weißwasser ausgetragen. Die Teams der B-Gruppe trafen bereits zwei Wochen früher im Februar in Crimmitschau aufeinander.

### Sieger
SG Dynamo Fritz Lesch Berlin

### A-Gruppe
Die als vierter Teilnehmer vorgesehene BSG Spartakus Berlin hatte vor Saisonbeginn in die B-Gruppe zurückgezogen.
| Pl. | Verein                           | Sp. | S | U | N | Tore  | Punkte |
| --- | -------------------------------- | --- | - | - | - | ----- | ------ |
| 1.  | SG Dynamo Fritz Lesch Berlin (M) | 3   | 3 | – | – | 21:04 | 6:0    |
| 2.  | BSG Einheit Weißwasser           | 3   | 2 | – | 1 | 24:11 | 4:2    |
| 3.  | EHC Crimmitschau1                | 3   | 1 | – | 2 | 13:25 | 2:4    |
| 4.  | BSG Motor Bad Muskau (N)         | 3   | – | – | 3 | 06:24 | 0:6    |

|     | Sieger der DDR-Bestenermittlung |
| (M) | Titelverteidiger                |
| (N) | Neuling                         |

### B-Gruppe
Die als dritter und vierter Teilnehmer vorgesehene BSG Einheit Crimmitschau II und BSG Kraftverkehr Dresden hatten vor Saisonbeginn zurückgezogen.
| Pl. | Verein                     | Sp. | S | U | N | Tore  | Punkte |
| --- | -------------------------- | --- | - | - | - | ----- | ------ |
| 1.  | Berliner SV AdW2 (N)       | 3   | 3 | – | – | 32:07 | 6:0    |
| 2.  | BSG HO Lebensmittel Erfurt | 3   | 2 | – | 1 | 11:21 | 4:2    |
| 3.  | BSG Aufbau Halle (N)       | 3   | – | 1 | 2 | 11:18 | 1:5    |
| 4.  | BSG Spartakus Berlin (A)   | 3   | – | 1 | 2 | 10:18 | 1:5    |

|     | Für die A-Gruppe qualifiziert                  |
|     | Relegation gegen Sieger d. Bezirksausscheidung |
| (A) | A-Gruppen-Absteiger                            |
| (N) | Neuling                                        |

## Relegation (DDR-Bestenermittlung – Bezirksliga)
| BSG Spartakus Berlin               | – |                                            |  |
| (Letzter d. B-Gruppe/B.ermittlung) |   | (Sieger d. Ausscheidung d. Bezirksmeister) |  |

Die Relegation sollte im Winter 1990/91 ausgetragen werden und fand nicht mehr statt. Im Vorfeld der deutschen Wiedervereinigung war mit der Abmeldung des Deutschen Eishockey-Verbandes beim IIHF zum 31. August 1990 das Ende des DDR-Eishockeys mitsamt seinem Ligen-System besiegelt worden.

## Bezirksausscheidung
Die Bezirksausscheidungen fanden nicht mehr statt (siehe Abschnitt Relegation (DDR-Bestenermittlung – Bezirksliga)).

## Namensänderungen
1Der EHC Crimmitschau startete in der Vorsaison unter dem Namen BSG Einheit Crimmitschau.

2Der Berliner SV AdW startete in der Vorsaison unter dem Namen BSG AdW Berlin.

## Einteilung der Mannschaften zur Saison 1990/91
- Der EHC Crimmitschau wurde als ETC Crimmitschau neu gegründet und spielte in der Eishockey-Bayernliga.
- Der BSG Motor Bad Muskau wurde in SV Rot-Weiß Bad Muskau umbenannt, spielte in der neu gegründeten Eishockey-Sachsenliga und wurde dort Meister.
- Der Berliner SV AdW wurde in die Regionalliga Nord aufgenommen, er trat 1991 dem Berliner Schlittschuhclub bei.
- Die BSG Aufbau Halle wurde aufgelöst und die Eishalle in Halle geschlossen, siehe Eishockey in Halle.
- Die BSG HO Lebensmittel Erfurt trat dem ESC Erfurt bei und spielte in der Sachsenliga.[3]